# Mikołaj Trąba

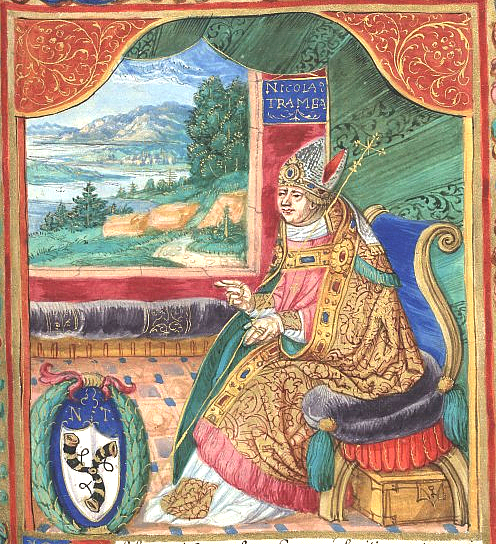
Mikołaj Trąba

Herb von Mikołaj Trąba

Mikołaj Trąba Herb Trąby (* um 1358 in Sandomierz; † 2. Dezember 1422 in Lubicy in Zips) war polnischer Unterkronkanzler (1403–1412), der Erzbischof von Halytsch (1410–1412), Erzbischof von Gniezno (1412–1422) sowie der erste Primas Poloniae (1417–1422). Er erlangte den letzten Titel für sich und seine Nachfolger beim Konzil von Konstanz. Dort war er eines der sechs Mitglieder der Germanischen Konzilsnation [Germanica (mit Skandinavien, Polen, Litauen, Kroatien, Ungarn, Böhmen)] und damit an der Papstwahl beteiligt. Seit 1417 war jeder Erzbischof von Gniezno immer auch Primas von Polen.